# 静岡県道125号土肥港線

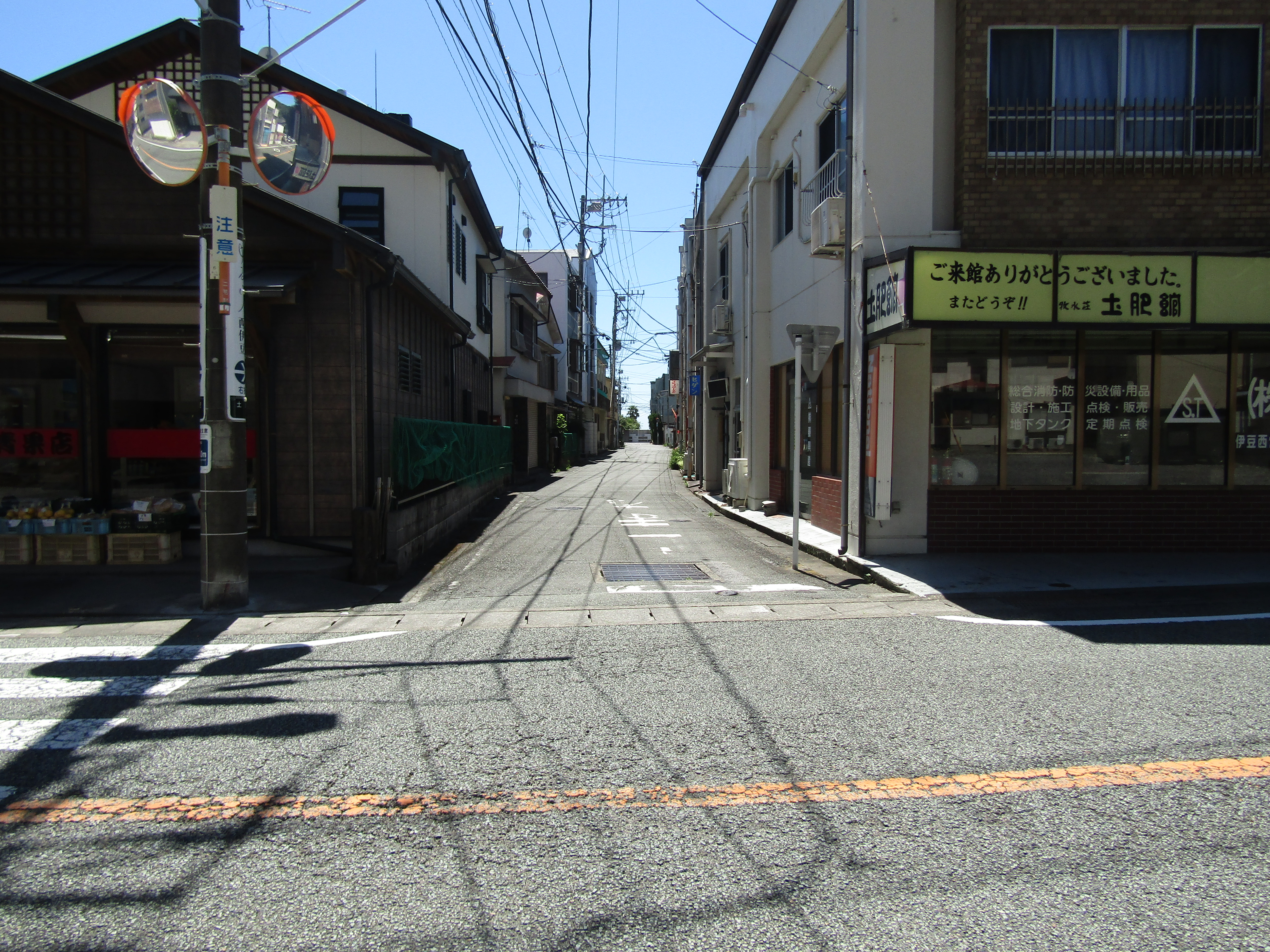
終点から始点を見る。2025年7月。

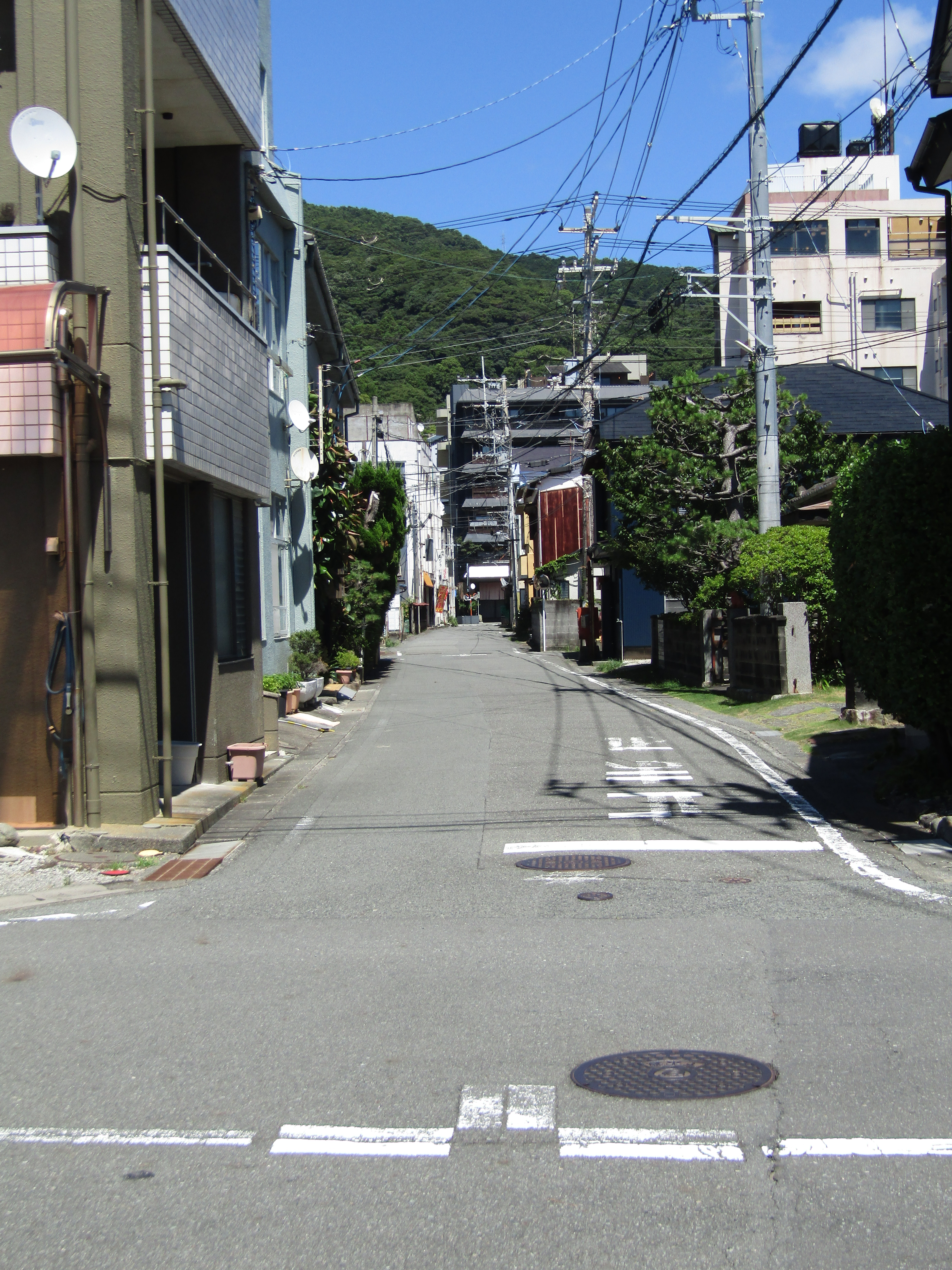
始点から終点を見る。2025年7月。

静岡県道125号土肥港線（しずおかけんどう125ごう といこうせん）は、静岡県伊豆市内を通る一般県道である。

## 概要

### 路線データ
- 起点：土肥港
- 終点：静岡県伊豆市土肥（静岡県道17号沼津土肥線交点）
- 実延長：163m[1]

## 沿革
- 1960年（昭和35年）4月1日 - 認定[2]

## 地理

### 通過する自治体
- 静岡県伊豆市

### 接続する道路
- 伊豆市道（起点：土肥港、「土肥総合会館」北方）
- 静岡県道17号沼津土肥線（終点：伊豆市土肥）

### 周辺
- 土肥港
- 土肥温泉
- 伊豆市 土肥総合会館
- 伊豆市立土肥小学校（2018年閉校）
- フードストアあおき 土肥店